# Hohentengen
Hohentengen est une commune allemande du Bade-Wurtemberg dans l'arrondissement de Sigmaringen.

## L'organisation de la commune
La commune Hohentengen se compose du village Hohentengen et les 8 quartiers : Beizkofen, Bremen, Eichen, Enzkofen, Günzkofen, Ölkofen, Ursendorf et Völlkofen. En outre les hameaux (Weiler) : Altensweiler, Birkhöfe, Hagelsburg et Repperweiler font partie de la commune.

### Les armoiries des quartiers
| Armoiries             | Quartier                 | Habitants | Superficie |
| --------------------- | ------------------------ | --------- | ---------- |
| Hohentengen           | Hohentengen et Beizkofen | 2266      | ?          |
| Kein Wappen Verfügbar | Bremen                   | 285       | ?          |
| Eichen                | Eichen                   | 176       | ?          |
| Kein Wappen Verfügbar | Enzkofen                 | 221       | ?          |
| Kein Wappen Verfügbar | Günzkofen                | 258       | ?          |
| Kein Wappen Verfügbar | Ölkofen                  | 501       | ?          |
| Kein Wappen Verfügbar | Ursendorf                | 351       | ?          |
| Kein Wappen Verfügbar | Völlkofen                | 426       | ?          |

## Histoire
La plus vieille découverte archéologique est une tombe de squelette de Beizkofen, datant du temps de bronze précoce.